# Møbelringen
Møbelringen er en norsk, landsdækkende møbelkæde i Norge. Medlemskabet i kæden er frivilligt, og de fleste butikker er ejet af lokale interesser. Kæden blev startet af ti butikker i 1985, der ønskede en fælles markedsføring. Det udviklede sig til at dække både by og land og har i dag 78 butikker (maj 2012) fra Kristiansand i syd til Honningsvåg i nord. Kæden har i flere år været sponsor for Norges damehåndboldlandshold og har givet navn til Møbelringen Cup.

## Servicekontor og administration
Kædens Servicekontor og administration ligger i Drammen. Indkøb, produktutvalg, IT-løsninger og markedsføring er nogle af hovedkontorets arbejdsområder.
Administrerende direktør mellem 2010 og 2012 var Kristian Spiten. Pr. 4/12-12 er hans efterfølger ikke fundet. 

## Leverandører
Møbelringen fokuserer på norske møbelproducenter som Stordal Møbler, Ekornes, Wonderland, Formfin, Sitwell og Brunstad, men leverer også varer fra udenlandske producenter grundet høje omkostninger på de norsk producerede varer.